# روبرت جيلمان
روبرت جيلمان (بالإنجليزية: Robert Gilman)‏ هو عالم فلك أمريكي، ولد في القرن العشرين.